# Roberto Palmari
Roberto Filipe Palmari (São Paulo, 5 de julho de 1934 — Porto Alegre, 2 de outubro de 1992) foi um cineasta, roteirista, ator e produtor de cinema brasileiro.

## Prêmios e indicações
Festival de Gramado
- Vencedor: Melhor Roteiro, por O Predileto

Seu filme O Predileto ganhou ainda o Kikito e o troféu APCA, como Melhor Filme. Em 1979, Diário da Província foi indicado ao Kikito de Melhor Filme.

## Trabalhos no cinema
- Diário da Província (1978) [roteirista, diretor, produtor]
- Contos Eróticos (1977) [roteirista, diretor] (segmento "As Três Virgens")
- O Predileto (1975) [roteirista, diretor]
- Urgente (Um Namorado Para Sheila) (1959) [ator]